# Dundonannus
Dundonannus is een geslacht van wantsen uit de familie van de Schizopteridae. Het geslacht werd voor het eerst wetenschappelijk beschreven door Wygodzinsky in 1950.

## Soorten
Het genus bevat de volgende soorten:

- Dundonannus chiumbensis Wygodzinsky, 1950
- Dundonannus crassistylus Linnavuori, 1974
- Dundonannus mussunguensis Wygodzinsky, 1950
- Dundonannus wygodzinskyi Southwood, 1961
- Dundonannus yanshanensis Ren & Yang, 1991